# テクノ探偵団
『テクノ探偵団』（テクノたんていだん）とは、テレビ東京系列で1998年4月5日から2002年12月28日までにかけて放送されていた科学番組である。東京電力（関東ローカル。一部の地域ではローカルの電力会社）の一社提供。
ある一つの主題について、番組前半と後半で一つずつのキーワードを示し、そのキーワードの意味をレポーターがVTRで探っていくことで、その主題を紹介していく、という構成を取っていた。

## 出演者

### 司会
- 渡辺徹

### レポーター
- 平山さとみ
- 岩城美香
- 高木佐枝子
- 久野くみこ

### ナレーター
- 小川真司

### キャラクター
- テクノン

スタジオで渡辺と進行役を務める。言葉はしゃべらず、身ぶり手ぶりで言いたいことを伝える（たとえば「継承」という言葉を伝えるときは、腕にばんそうこうを貼って、「ケガ」→「軽傷（けいしょう）」とつないでいく。ただしこの場合、「継承」だとわかるのはVTRが終わった後）。

## 番組内容
毎回週代わりのテーマを設け、それに関して専門家の意見や該当実験を交えながら科学的にアプローチしていく。
司会の渡辺徹は番組内では「団長」、女性リポーター陣は「団員」と呼称される。渡辺はVTRの合間に、その週のテーマに関してテクノンとのコントを繰り広げたり（冒頭とエンディング）、VTRの内容を受けて新たな疑問が浮かぶと「調査続行!」（1回目のVTR後）、疑問がすべて解決した際には「調査終了!」（2回目のVTR後）とコメントする。

## STAFF
最終回時点
- 構成：鍵谷真二
- リサーチ：チェリオ
- カメラ：斎藤一仁
- VE・音声：湯原直樹
- 照明：河野賢
- メイク：指田美絵
- スタイリスト：大江事務所
- 音効：渡邉みさき（佳夢音）
- 編集：鈴木歩（東京テレビセンター）
- MA：梅林一夫（東京テレビセンター）
- 協力：ライトオン、FMスタジオ府中
- オープニングCG：日経ビデオバンク
- 番組宣伝：伊藤淳也（テレビ東京）
- 演出補：菅壮一郎
- 演出：渡辺健一
- プロデューサー：齋藤友護（テレビ東京）、栗本宏（日経映像）
- 製作：テレビ東京、日経映像

## 放送時刻
- 1998.04 - 1998.09　日曜日09:00 - 09:30（JST）
- 1998.10 - 2002.12　土曜日18:30 - 19:00（最終回のみ18:00 - 18:30、JST）

※一部地域では日時が異なる。BSジャパンにても開局時から半年間金曜日8:30-9:00にて放送されていた。